# YAVIS
YAVIS (englisch meist für young, attractive, verbal, intelligent, successful) ist ein in der Psychologie verwendetes Initialwort für eine Merkmalskombination attraktiver Menschen. Sein weniger gebräuchliches Gegenwort ist HOUND (für homely, old, unattractive, nonverbal, dumb).

## Definition
Der Dorsch, ein deutschsprachiges Lexikon der Psychologie, kennt das Schlagwort YAVIS nicht. Im englischsprachigen und von CRC Press verlegten Abkürzungslexikon Abbreviations Dictionary aus dem Jahr 2018 ist das Initialwort in Kleinschreibung aufgenommen worden. Im bei Oxford University Press verlegten Dictionary of Psychology findet sich ein etwas ausführlicherer Eintrag für das Akronym:

“Young, attractive, verbal, intelligent, successful, the syndrome of personal qualities that counsellors, therapists, and people in general supposedly find most appealing in their clients or associates. This idea first appeared in 1964 in the book Psychotherapy: The Purchase of Friendship by the US psychologist William Schofield (1921–2006). Compare HOUND.”

„Jung, attraktiv, verbal, intelligent, erfolgreich, das Syndrom persönlicher Qualitäten, die Berater, Therapeuten und Menschen im Allgemeinen an ihren Kunden oder Mitarbeitern angeblich am attraktivsten finden. Diese Idee tauchte erstmals 1964 in dem Buch Psychotherapy: The Purchase of Friendship des US-amerikanischen Psychologen William Schofield (1921–2006) auf. Vergleiche HOUND.“

Das Akronym HOUND steht für „homely, old, unattractive, nonverbal, dumb“ (deutsch: häuslich, alt, unattraktiv, nonverbal, dumm).
Über die Entschlüsselung der fünf Anfangsbuchstaben sind sich die das Akronym verwendenden Autoren nicht immer einig. Der Buchstabe V wird in englischsprachigen Texten in der Regel als „verbal“ oder „verbalizing“ entschlüsselt. In dem von Günter Schiepek herausgegebenen Buch Neurobiologie der Psychotherapie ist im Kapitel Psychotherapie im Lebenszyklus die Rede von der Fähigkeit, gut zu verbalisieren, die Yavis-Patienten eigen sei, – anders als beispielsweise älteren Menschen, denen diese Fähigkeit aufgrund der abnehmenden Plastizität des Gehirns langsam verloren gehe und die deshalb nicht nur seltener als Patienten angenommen würden, sondern auch weniger von einer Psychotherapie profitierten. Manche Autoren entschlüsseln das V als „vital“.
Häufiger wird der letzte Buchstabe des Initialworts unterschiedlich entschlüsselt. Bergin und Garfield setzen dafür – wie es oft geschieht – das Wort successful (deutsch: erfolgreich), andere Autoren nehmen diesen Anfangsbuchstaben für die Wörter sozial oder sympathisch. Christina Bembenneck verwendete 2006 in ihrer medizinischen Doktorarbeit an der Medizinischen Hochschule Hannover, die sich zentral mit dem Yavis-Konzept befasste, für den letzten Buchstaben den Begriff „sophisticated“ (deutsch: gebildet).

## Begriffsgeschichte
Das Akronym geht zurück auf William Schofield (1921–2006), der 40 Jahre lang an der University of Minnesota das Fach Psychiatrie lehrte und mit der Ausbildung von Psychotherapeuten befasst war. In einer Zeit, in der in Abgrenzung zur Psychoanalyse von Sigmund Freud neue Therapieverfahren in großer Zahl entwickelt wurden, plädierte er 1964 in seinem Buch Psychotherapy – The Purchase of Friendship für eine strengere Auswahl von Ausbildungskandidaten, weil sie – wie er grundsätzlich für alle Sozialpädagogen, Psychologen und Psychiater annahm – besonders gefährdet seien, sich von Yavis-Patienten durch deren Charme und eine spezielle Kombination von Merkmalen gleichsam bestechen zu lassen. Dagegen trat er in seinem Buch an und warb für eine von Rationalität bestimmte Ausbildung und eine von kritisch-sachlicher Vernunft getragene Patientenauswahl. Die verführerische Merkmalskombination fasste er in Anlehnung an Richard H. York und Milton Greenblatt in dem Kürzel YAVIS zusammen, wodurch er maßgeblich zur Verbreitung des Akronyms beitrug, das später vielfach, wenn auch teils unterschiedlich entschlüsselt, Verwendung finden sollte und inzwischen längst etabliert ist. Schofield verstand darunter „clients who are youthful, attractive, verbal, intelligent, and successful“.
In dem im Jahr 2000 von Gerhard Stumm und Alfred Pritz herausgegeben Wörterbuch der Psychotherapie – einem Standardwerk der Psychotherapie – wird unter dem Stichwort YAVIS mitgeteilt, dass in der Psychoanalyse diese Merkmalkombination insbesondere im Zusammenhang mit der Auswahl von Patienten, die für eine psychoanalytische Behandlung für geeignet erklärt werden, eine bedeutsame Rolle spielt: Psychotherapieforschungen bestätigten, dass Patienten mit dieser Merkmalkombination eher angenommen werden und von der Behandlung mehr profitieren.
Der Psychologe Jörg Fengler stellt in seinem 2008 in siebter Auflage erschienenen Buch Helfen macht müde neben das Akronym YAVIS als weitere Initialwörter für attraktive Menschen die YUPPIS (Young, Urban, Protestant, Professionals) und die DINKS (Double Income – No Kids).
Laut der Tageszeitung taz handele es sich bei der Annahme, Therapeuten würden Yavis-Patienten bevorzugen, um ein aus den USA stammendes Vorurteil, für das es keine Belege gebe. Auch in der populärwissenschaftlichen Zeitschrift Psychologie Heute wird mitgeteilt, dass sich die Behauptung, Psychotherapeuten würden sich „auf pflegeleichte“ Yavis-Patienten konzentrieren, als „unzutreffend herausgestellt“ habe.

## Begriffsverwendung
Obwohl der Begriff nicht auf Psychotherapie-Patienten begrenzt ist und fachübergreifend Verwendung findet, taucht er wiederkehrend in Publikationen auf, die sich mit der Behandlung psychischer Störungen befassen. So äußerte beispielsweise Siegfried Grubitzsch in seinem Aufsatz Psychotherapie zwischen Anpassung und Verelendung in der Zeitschrift Psychologie & Gesellschaftskritik, dass diese Patienten der Mittel- oder Oberschicht angehören würden, aufgeschlossen und therapiemotiviert seien, im Beruf Erfolg hätten und von der Behandlung mehr als eine Symptombeseitigung erwarten würden. Der Psychologe Reinhold Läßle rechnet YAVIS zu den methodenübergreifenden Patientenvariablen. Auch jenseits psychotherapeutischer Publikationen fand das Kürzel Eingang in die Fachsprache, wie beispielsweise in einem von Hermann Hepp und anderen herausgegebenen Buch zur Gynäkologie und Geburtshilfe. Inzwischen geben sich auch Firmen wie Unternehmensberatungen oder Restaurants den Namen YAVIS. Die finnische Sprachkünstlerin und Sängerin Suvi Valkonen gab sich den Künstlernamen Yavis.
Ausführlicher befassten sich John Ratey und Catherine Johnson in ihrem Buch Das Schattensyndrom mit dem Akronym, soweit es für Psychotherapiepatienten verwendet wird. Die so bezeichneten Patienten gehören laut Ratey und Johnson – in ihrer Einleitung unter dem Titel Die Biologie des Alltagslebens – zu einer Gruppe, auf die Therapeuten aller Richtungen „schon immer“ ihre Aufmerksamkeit richteten, weil sie „normal erscheinen“, obwohl sie „gestört“ seien. Soziologen würden sie „als die »worried well«, die »besorgt-verstörten Betucht-Gesunden« bezeichnen“. Für sie gebe es den „Namen“ YAVIS, der Patienten beschreibe, „die in der Therapie gut gedeihen, das dort Gelernte aufnehmen und zur Veränderung ihres Lebens nutzen können“. Weil diese Menschen im Leben „relativ gut voran“ kämen, hätten „Neurologen und die erfahrungswissenschaftlichen Biopsychiater“ ihnen lange keine besondere Aufmerksamkeit geschenkt; denn ihre Probleme scheinen „nichts mit irgendeinem Makel im Gehirn zu tun zu haben“. Diese Auffassung ändere sich; man werfe „einen zweiten Blick auf die normalen Probleme normaler Menschen“ und entdecke dabei ein Phänomen, das von Michael Liebowitz als »subsyndromales Verhalten« bezeichnet wurde und das Ratey und Johnson unter dem Begriff „Schattensyndrom“ zusammenfassen. Es entspreche nicht den „starren Diagnosekriterien des DSM“, weise jedoch „einige Bestandteile“ verschiedener Erkrankungen auf, die unübersehbar würden, wenn das Syndrom voll entwickelt und kein Schattensyndrom wäre.

## Kritik
Als klinischer Psychologe und Wissenschaftsphilosoph gehörte Paul Everett Meehl zu den Kritikern des Yavis-Konzepts. Er machte bereits 1973 auf das Risiko aufmerksam, unbemerkt vorurteilbehaftete Entscheidungen bei der Zuweisung von Patienten zu verschiedenen Behandlungsoptionen zu treffen. Dies war für ihn einer der Gründe, nicht mehr an Fallkonferenzen teilzunehmen.
Kritik äußerte 1987 auch Siegfried Grubitzsch – ehemals Präsident der Universität Oldenburg. Yavis-Patienten könnten zu einer Art „Therapie-Homunculus“ werden, was insgesamt das Risiko berge, dass „Therapie letztlich nicht für den Menschen“, sondern „der Mensch für die Therapie“ da sei.
In der populärwissenschaftlichen Zeitschrift Psychology Today wird aufgrund einer kleinen Umfrage des klinischen Psychologen Ryan Howes in Abrede gestellt, dass Therapeuten Yavis-Patienten bevorzugen, Motivation, Offenheit und Selbstbeobachtung würde den meisten genügen.